# Charles Mayer (Boxer)
Charles Mayer (* 7. Januar 1882 in Molsheim, Bas-Rhin, Frankreich; † 5. Mai 1972 in Sonoma, Kalifornien, Vereinigte Staaten) war ein US-amerikanischer Boxer und Olympiasieger im Mittelgewicht von 1904 sowie Silbermedaillengewinner im Schwergewicht bei denselben Spielen. Er ist damit einer von nur fünf Boxern der olympischen Geschichte, die in zwei Gewichtsklassen antraten.
Die 3. Olympischen Sommerspiele 1904 in St. Louis waren die ersten, bei denen Boxwettkämpfe ausgetragen wurden. Es nahmen ausschließlich US-Amerikaner teil, obwohl Ausländer teilnahmeberechtigt gewesen wären. Im Mittelgewicht waren nur zwei Boxer gemeldet, so dass der Wettbewerb lediglich aus dem Finale bestand, das Mayer durch K. o. gegen Benjamin Spradley gewann. Im Schwergewicht waren auch nur drei Boxer gemeldet, wobei Mayer auf den Gewinner des Halbfinalkampfes, Samuel Berger, traf. Seinem um über zehn Kilogramm schwereren Kontrahenten unterlag er schließlich nach Punkten. So hatte er für seine olympische Gold- und Silbermedaille nur einen einzigen Sieg benötigt.
1905 gewann der für einen New Yorker Verein startende Mayer die Silbermedaille bei den US-Meisterschaften in Boston sowie 1906 noch die Bronzemedaille bei den US-Meisterschaften in San Francisco.